# Феррир, Йохан
Йо́хан Хе́нри Эли́за Ферри́р (нидерл. Johan Henri Eliza Ferrier; 12 мая 1910, Парамарибо, Суринам — 4 января 2010, Угстгест, Нидерланды) — суринамский политический деятель. Первый президент Суринама (1975—1980), последний генерал-губернатор голландского Суринама.

## Биография
Окончил педагогический колледж.
Трудовую деятедльность начал в 1927 году учителем в Парамарибо. В 1950 году в Нидерландах закончил докторантуру в области литературы и философии.
Член Национальной партии Суринама с момента её основания в 1946 году.
В 1946—1948 годах избирался в Штаты (законодательный орган) Суринама.
Вернувшись в 1950 году на родину, он работает сначала учителем, затем директором колледжа, директором департамента образования Суринама.
В 1955—1958 годах — главный министр и министр внутренних дел.
В 1959—1965 годах — старший советник министерства образования, искусств и наук Нидерландов.
В 1966—1968 годах — управляющий директор Billiton Maatschappij Н. В. в Суринаме.
В 1968—1975 годах — Генерал-губернатор Суринама. На этом посту он сумел разрешить правительственный кризис 1969 года.
В 1975 году после обретения страной независимости становится первым Президентом Суринама.
Ушёл в отставку в августе 1980 года под давлением военных во главе с Дези Баутерсе, совершивших в феврале того же года переворот, по обвинению в сочувствии пытавшимся совершить контрпереворот силам, связанным с бывшим премьер-министром Хенком Арроном.
В 1980 году вместе с семьёй переехал в Нидерланды.
Феррир умер от сердечной недостаточности во время сна у себя дома в Угстгесте в возрасте 99 лет, за четыре месяца до своего 100-летия. Его тело было найдено ранним утром 4 января 2010 года.

## Факты
- Является одним из самых долгоживущих руководителей глав государств и правительств в мире.
- Самый долгоживущий президент Суринама.
- На момент смерти являлся старейшим из живших на тот период бывших глав государств.

## Семья
Его вторая жена Эдме Ферье-Вас умерла в 1997 году. У него было шестеро детей от первого брака, в том числе умерший в 2006 году писатель Лев Феррир, сын Деррик — экономист, дочь Синтия — писательница; дочери от второго брака: Жоан — директор E-Quality, Кэтлин — депутат парламента Нидерландов.